# Ле-Гран-Бур
Ле-Гран-Бур (фр. Le Grand-Bourg, окс. Le Borg) — коммуна во Франции, находится в регионе Лимузен. Департамент коммуны — Крёз. Входит в состав кантона Ле-Гран-Бур. Округ коммуны — Гере.
Код INSEE коммуны — 23095.

## Население
Население коммуны на 2010 год составляло 1211 человек.
| 1962 | 1968 | 1975 | 1982 | 1990 | 1999 | 2010 |
| ---- | ---- | ---- | ---- | ---- | ---- | ---- |
| 2050 | 1861 | 1564 | 1369 | 1323 | 1244 | 1211 |

## Экономика
В 2010 году среди 737 человек трудоспособного возраста (15—64 лет) 527 были экономически активными, 210 — неактивными (показатель активности — 71,5 %, в 1999 году было 73,1 %). Из 527 активных жителей работали 487 человек (254 мужчины и 233 женщины), безработных было 40 (18 мужчин и 22 женщины). Среди 210 неактивных 63 человека были учениками или студентами, 101 — пенсионерами, 46 были неактивными по другим причинам.